# الخجل لدى الأطفال
الخجل لدى الأطفال بحسب منظمة "كيدز هيلث" (Kidshealth) هو "الشعور بالارتباك وعدم الراحة والخوف قليلاً من الوجود بالقرب من أشخاص آخرين، ويميل الطفل الخجول إلى الانسحاب من المواقف الاجتماعية.
إن الخجل قد يكون من أقل أنواع السلوكيات إقلالاً للأخرين مع ذلك فهو يعتبر أشدها خطرآ من الناحية المرضية، وإن كان من مثل هذا السلوك لا يعتبره الآباء والمدرسون من ضمن المشاكل السلوكية الخطيرة.

## سمات الطفل الخجول
إن بعض الأطفال يعزلون أنفسهم ويغلقون أبوابهم دون الآخرين بسبب الخجل الذي يلازمهم ويؤدي إلى الحد والتقليل من فعالياتهم ونشاطاتهم في وجود الأخرين مثل هؤلاء وعندما يتم توجيه سؤال لهم لا يجيبون جواباً مبتوراً، وهم غالباً ما يتوارون ويبتعدون ويشيحون بوجوههم بعيداً عن الآخرين فلا ينظرون مباشرةً فيهم، كما أنهم لا ينشطون ولا يشاركون ولا يعملون إلا في أجواء مألوفة لهم وفي وجود وحضور أشخاص قريبين جداً بالنسبة لهم.
لا يحب الأطفال الخجولين أن ينخرطوا في أنشطة  جماعية بل يميلون للقيام بأنشطة فردية ، مما يبعدهم عن التواصل مع الآخرين. مما يدفع الأطفال الآخرين والكبار إلى تجنبهم أو إهمالهم، ويزيد ذلك من خجلهم ويدفعهم إلى الانطواء بشكل أكبر.
تكون البذرة الأولى للخجل للطفل نتيجة في مبالغة الأهل في توبيخه وتفزيعه وزجره من مثل هذه الأحوال ويعتاد الطفل بصورة لا شعورية على الانكماش والانزواء والتقليل من التواصل مع الاخرين تبعد عنه اللوم والقهر والعقاب في الحالات المتطرفة من الخجل، ويبتعد ببطء الطفل كلياً من عالم الواقع لدرجة أن سلوكياته لا ترتبط بمثيرات العالم الخارجي وقد يلجأ في بعض الأحيان إلى الخيالات والأصدقاء الخياليين.
ويمكن القول ببساطة إن الطفل الذي لا تُتَاح له فرصة التفاعل الاجتماعي لا يكتسب المهارات الاجتماعية الضرورية للتعامل مع الآخرين ويصبح ضعيف الثقة في علاقاته بالأفراد خارج المنزل، ولذلك يتجنب القلق الناتج عن سلوكه الاجتماعي بالانسحاب من هذه المواقف.

## أسباب الخجل
قد يكون الخجل والسلوك الانسحابي مكتسب عن طريق تقليد الطفل للأم التي تتميز في علاقاتها مع الآخرين بالشك في الآخرين، ويقوم الطفل بتقليدها مما يجعله حريصاً وخائفاً ويتحفظ في علاقاته.

## قائمة المراجع
- الخطيب، رناد،(1985) مديرة التربية ومعلمات رياض الأطفال في الأردن في تنفيذ برنامج الروضة وفق نموذج مقترح رسالة الماجستير غير منشورة الجامعة الأردنية، عمان الأردن
- حافظ الجمالي، أبحاث في علم نفس المراهق دمشق بدون تاريخ
- حسن محمود (1981) الاسرة ومشكلاتها دار النهضة العربية للطباعة والنشر _بيروت حسين
- مصطفى زيدان (1982) الطفل ومراهقته مكتسبتها النهضة المصرية 1982
- الكتاب: التنشئة الاجتماعية لطفل ما قبل المدرسة للدكتور وجيه الفرح

1. ↑  أحمد، فريدة. "في 8 خطوات.. كيف تساعدين طفلك على تخطي الخجل؟". www.aljazeera.net. مؤرشف من الأصل في 2023-04-03. اطلع عليه بتاريخ 2023-05-13.
2. ↑  Wahome, Cyrus. "Help Your Shy Child Make Friends". WebMD (بالإنجليزية). Archived from the original on 2023-05-30. Retrieved 2023-10-24.